# 威远县
威远县是中国四川省内江市所辖的一个县，隸屬四川省內江市，地處內江市西北部，位於四川盆地中南部，地跨北緯29°22′～29°47′，東經104°16′～104°53′之間。 東鄰內江市市中區，南連自貢市大安區和貢井區，西界自貢市榮縣，北銜資中縣，西北與眉山市仁壽縣、樂山市井研縣接壤。幅員面積1289平方千米，轄14個鎮。2021年末，全縣戶籍總人口為690584人。
2021年，實現地區生產總值（GDP）400.06億元，同比增長8.2%。 民營經濟增加值實現247.46億元，增長8.6%，占全縣GDP的比重為61.9%。 全社會固定資產投資增長8.0%。 全年財政總收入實現40.05億元，增長27.7%。 其中，地方一般公共預算收入12.02億元，增長15%。 全年實現外貿進出口總額29637萬元，增長142.7%。 全年接待旅遊人數748.46萬人次，增長9.5%。 實現旅遊總收入87.31億元，增長72.3%。 全年全體居民人均可支配收入31400元，增長10.4%。 其中，城鎮居民人均可支配收入43147元，增長8.9%。 農村居民人均可支配收入20588元，增長10.9%。
威遠縣分低山和淺丘兩類地貌，“威遠穹窿”有902平方千米，涵蓋了1.8-1.3億年地質歷史，是中國最大的穹窿地質區，也是四川唯一一處三疊紀地質出露區域。 其間分佈著300餘座方山臺地、58條深溝峽谷、40多個湖泊、90餘處古寨、63萬畝森林。 威遠縣隋開皇十一年（西元591年）置縣，取“威名遠震”之義； 境內先後湧現了羅世文、羅念生、唐琳等名人； 威遠古有“鏡塘夜月，沙岸晨鐘，白塔抹烟，紫金疊翠，橫山落照，高洞飛流，古佛洪崖，老君丹灶”八景。 而今有穹窿風光、古寨集羣、林海氧吧等景區。 先後被評為中國西部百強縣、國家級葉岩氣示範區、中國無花果之鄉、中國民間文化藝術之鄉、2017—2019週期國家衛生縣城、第五届四川省文明都市等。

## 行政區劃
威遠縣下轄14個镇：
嚴陵鎮、新店鎮、向義鎮、界牌鎮、龍會鎮、高石鎮、東聯鎮、鎮西鎮、山王鎮、觀英灘鎮、新場鎮、連界鎮、越溪鎮和小河鎮。

## 经济发展
2021年威遠縣地區生產總值（GDP）400.06億元，按可比價計算，比上年增長8.2%（下同）。 其中，第一產業增加值52.72億元，增長7.1%； 第二產業增加值177.17億元，增長6.2%； 服務業增加值170.17億元，增長10.6%。 全縣三次產業結構由上年的14.3:43.9:41.8優化調整為13.2:44.3:42.5，三次產業對經濟增長的貢獻率分別為12.4%、33.5%和54.1%。
民營經濟增加值實現247.46億元，增長8.6%，占全縣GDP的比重為61.9%。
全年財政總收入實現40.05億元，增長27.7%。 其中，地方一般公共預算收入12.02億元，增長15%。 財政支出51.53億元，增長23.4%。 其中，地方一般公共預算支出35.16億元，增長16.6%。

### 第一產業
威遠縣農業形成了優質糧油、活豬、蔬菜、山羊、蠶桑、麻竹、茶葉、檸檬等八大產業，培育了七星椒、大頭菜、無花果等特色農產品，打造出“威寶”、“沐春雪芽”等知名農產品品牌。 先後被命名為全國商品糧基地縣、瘦肉型猪基地縣、檸檬生產基地縣、國家新增千億斤糧食生產能力佈局縣和國家優質油菜、優質大豆生產基地縣，被評為全省“三農”工作先進縣。
2019年，全縣“兩區”劃定總功能區52.16萬畝，建成高標準農田3.5萬畝。 德康公司40萬頭活豬產業化項目快速推進，內江黑猪產業化項目開工建設31個單元。 新增農民專業合作社46個、家庭農場31個，培育新型職業農民168名。 新發展無花果1028畝，獲評“中國無花果名縣”。 無花果現代農業園區、中藥材現代農業園區成功申報為市級現代農業園區，農業增加值增長2.9%。
2021年糧食作物播種面積62887公頃，比上年新增287公頃，增長0.5%，其中：穀物36647公頃，增長0.2%； 豆類12373公頃，增長4.5%； 折糧薯類13867公頃，增長0.1%。 油料播種面積18959公頃，增長3.1%； 其中：花生3247公頃，下降3.1%； 油菜籽15712公頃，增長4.5%。 蔬菜播種面積24961公頃，增長2.0%。
全年糧食總產量343543噸，增長1.3%，其中：穀物249892噸，增長1.4%； 豆類33333噸，增長1.7%，其中：大豆27339噸，增長2.1%； 折糧薯類60318噸，增長0.7%。 油料總產量42174噸，增長8.0%，其中：花生6373噸，下降0.9%； 油菜籽35801噸，增長9.8%。 蔬菜產量1068927噸，增長5.7%。 水果產量86854噸，增長3.4%。
年出欄肉猪51.57萬頭，增長15.8%。 肉類總產量62146噸，增長46.7%，其中：猪肉產量37659噸，增長20.8%； 禽肉產量7815噸，增長10.4%； 兔肉產量4843噸，增長383.3%。 禽蛋產量11149噸，增長3.5%。 水產品產量22560噸，增長0.2%。
2021年，全縣農林牧漁業總產值81.6億元，增長7.8%（增速為可比價）。 其中：農業產值47.3億元，增長5.9%； 林業產值3.4億元，增長5.5%； 牧業產值24.9億元，增長13.4%； 漁業產值4.8億元，增長5.2%； 農林牧漁服務業產值1.3億元，增長5.5%。

### 第二產業
威遠縣工業形成冶金、建材、化工、食品四大支柱產業。
2021年，全年共有87戶規模以上工業企業，實現總產值855.2億元，增長25.4%； 規上工業增加值增長9.7%； 營業收入843.2億元，增長16.9%； 產品銷售率99.4 %； 全部工業增加值對GDP增長的貢獻率為33.0%。 冶金建材、食品飲料、機械製造、醫藥化工、電力能源等支柱產業快速發展，全縣五大支柱產業實現產值846.3億元，占全縣規模工業的比重達99.0%。 規模工業企業實現利稅總額33.9億元，其中，利潤總額24.0億元。 工業經濟效益綜合指數102.3 %，比上年增長15.7個百分點。 規模工業萬元增加值能耗同比下降13.3%。 主要工業品中，瓷質磚、塑膠製品、茶葉、機制紙板產量增長迅速； 玻璃纖維紗、耐火材料、陶質磚產量穩步增長； 水泥、粗鋼與上年基本持平； 原煤、焦炭、成品鋼材產量有所下滑。
全縣有資質等級的建築企業21個，建築業總產值增長16.0%； 建築安裝工程投資額增長16.3%。

### 第三產業
2021年，威遠縣實現社會消費品零售總額119.5億元，增長18.4%。 按銷售地來看，城鎮市場60.3億元，增長18.3%； 鄉村市場59.2億元，增長18.5%。 按達標限額來看，限額以上零售額11.4億元，增長28.3%； 限額以下零售額108.1億元，增長17.4%。
全年實現外貿進出口總額29637萬元，增長142.7%。 其中：出口總額26401萬元，增長117.3%； 進口總額3236萬元，增長5055.4%。 招商到位市外資金170.2億元。
全年客運量5629萬人次，客運周轉量74.13億人公里，貨運量5773萬噸，貨物周轉量58.85億噸公里。
全年接待旅遊人數748.46萬人次，增長9.5%。 實現旅遊總收入87.31億元，增長72.3%。
全年實現郵政主營業務收入7584.5萬元，增長9.8%。 年末固定電話用戶11.74萬戶，行动电话用戶58.66萬戶，國際互聯網用戶18.92萬戶。          
全年金融機構各項存款餘額330.35億元，增長8.9%。 其中住戶存款餘額293.29億元，增長10.2%。 金融組織貸款餘額211.75億元，增長11.2%。
全年保險公司保費收入23556.3萬元，下降0.9%。 其中，人保收入15586.7萬元，下降1.8%； 財保收入7969.6萬元，增長0.7%。 保險支付各類賠款與給付8567.5萬元，增長1.4%。 其中，人保賠付3249.4萬元，下降15.5%； 財保賠付5318.1萬元，增長15.5%。

## 交通
威遠縣有過境高速公路3條，8個出口。 已建成蓉遵高速公路（G4215），內威榮高速公路（S56），成宜高速公路（S4）。 威遠縣城東至內江27千米、重慶市210千米； 南至自貢市自流井區25千米、宜賓市翠屏區99千米； 西至自貢市榮縣35千米、樂山市92千米； 北至天府國際機場118千米、成都市138千米。
2021年，威遠縣境內公路里程2953.2公里，其中：高速公路90.4公里，國道35.1公里，省道174公里，縣道512公里，鄉道458公里，村道1683公里。
威遠縣的鐵路以貨運為主，有資威線（資中——泥河）、歸連鐵路（歸德——連界）等鐵路線。 其中，歸連鐵路（歸德——連界），是成都港的進港鐵路。建設中的連樂鐵路將威遠與成昆鐵路連接起來。
2018年開工建設的蓉昆高鐵成都至自貢段在縣內設定威遠站，2023年底威遠將連入全國高鐵網絡。

## 教育
2021年，全縣有各級各類學校89所，其中：小學54所，普通中學32所，職業中學2所。 在校學生63877人，畢業學生數17729人； 教職工5366人，其中專任教師4958人； 小學學齡兒童入學率100%； 國中升學率91.97%。 全縣高考上線4475人，其中：大學本科上線1755人，大學專科上線2720人； 高等院校錄取3922人，其中：大學本科錄取1694人； 大學專科錄取2228人。 
截至2021年春季學期，威遠縣設有5所普通高中：威遠中學校、威遠鳳翔中學、威遠縣龍會中學、四川省威遠縣競力學校和威遠縣自强中學。

## 特產
威遠物產豐富。 無花果種植面積達3萬畝，是全國三大無花果產地之一，2014年7月被命名為“中國無花果之鄉”。 新店七星椒具有個小尾尖、色紅皮薄、肉厚清香、辣味醇厚的特點，號稱“中國第一香辣”，2001年8月成為中國吉尼斯吃辣椒比賽唯一指定用椒。 威遠檸檬年產7萬噸以上，1999年被評為四川省“名優水果”。 “威寶”牌周蘿蔔、複立雪芽茶、黃老五花生酥、八卦鴛鴦酒、向義大頭菜、川老媽香辣醬、“泉威”竹笋是遠近聞名的地方特產。 羊肉湯是最具威遠特色的地方名小吃，羊肉湯館遍佈縣城區和各鎮。 周記紅油抄手、龍姐羊肉米線、三毛兔頭為四川名小吃。